# Валтер I фон Арнщайн
Валтер I фон Арнщайн/Арнщедт  (на немски: Walther I von Arnstein, Walter I von Arnstedt; † 16 февруари 1126 при Кулм, Бохемия) е господар на Арнщайн при Ашерслебен в Харц.
Произлиза от рицарския род Щойслинген (Edelfreien von Steußlingen) в Швабия. Той е син на Аделберо фон Щойслинген († сл. 1056) или на Валтер фон Щойслинген? († 1079/1087 при Ервите) и съпругата му Юдит († сл. 1107). Внук е на Валтер фон Щойслинген († 980) и Егела/Енгела († 1064). Племенник е на Свети Анно II фон Щойслинген († 1075), архиепископ на Кьолн (1056 – 1075), и на Вернер (Вецило) фон Щойслинген († 1078), архиепископ на Магдебург.
Той е брат на Вернер († 1151), от 1132 г. епископ на Мюнстер.
Валтер I фон Арнщайн е убит на 16 февруари 1126 г. в битката при Кулм, Бохемия.

## Фамилия
Валтер I фон Арнщайн се жени и има един син:
- Валтер II фон Арнщайн (I) (* пр. 1135; † сл. 1152), господар на Арнщайн, женен за Ирменгард/Ерменгард фон Пльотцкау († пр. 1 септември 1161), абатиса на Хеклинген 1145 г., дъщеря на граф Хелперих фон Пльотцкау, маркграф на Нордмарк († 1118) и графиня Адела фон Байхлинген († 1117/1123).

Вдовицата му се омъжва втори път за Готшалк фон Цабелинген.